# Xylodiscula planata
Xylodiscula planata is een slakkensoort uit de familie van de Xylodisculidae. De wetenschappelijke naam van de soort is voor het eerst geldig gepubliceerd in 2001 door Høisæter & Johanessen.